# Shinichiro Takahashi
Shinichiro Takahashi (高橋 真一郎 Takahashi Shinichiro?,  nacido el 27 de octubre de 1957 en Hiroshima) es un exfutbolista japonés que se desempeñaba como delantero.

## Trayectoria

### Clubes
| Club                | País  | Año         |
| ------------------- | ----- | ----------- |
| Sanfrecce Hiroshima | Japón | 1980 - 1993 |